# Fight Night: Round 2
Fight Night: Round 2 és un videojoc de boxa, el qual és la continuació de l'aclamat Fight Night 2004 d'EA Sports. Tant el videojoc com el seu predecessor i successors tenen semblances amb la saga Knockout Kings que s'ha produït en les cosoles PlayStation 2, Xbox i GameCube.

## Història
La saga Fight Night d'EA Sports va començar en els videojocs Knockout Kings en les consoles PlayStation i Xbox.

## Extres per la versió de GameCube
A la versió de GameCube del Fight Night: Round 2, el videojoc de Super NES, Super Punch-Out!! és jugable. A més a més és possible desbloquejar el Little Mac com a personatge jugable en el menú principal.

## Premis
- Inclòs a la llista de "Top 50 Games of 2005" (al rànquing dels 50 videojocs del 2005) de Game Informer.